# Juan Pedro Zamora Suárez
Juan Pedro Zamora Suárez (Las Valeras, Conca, 6 d'abril, 1944) és un advocat i polític valencià, diputat a les Corts Valencianes en la II, III i IV legislatures.

## Biografia
Llicenciat en dret, entre 1966 i 1970 fou dirigent del Sindicat Democràtic d'Estudiants de la Universitat de València. Entre 1965 i 1966 fou militant del Partit Socialista Valencià, però des del 1966 milità en el PCE, arribant a ser secretari general del Partit Comunista del País Valencià entre 1985 i 1992.
Zamora va encapçalar les llistes del PCPV a les primeres eleccions municipals de València de l'etapa democràtica l'any 1979 obtenint 6 escons a l'hemicicle municipal i accedint com a tinent d'alcaldia als governs liderats pels socialistes Ferran Martínez Castellano primer i Ricard Pérez Casado després. Va repetir al capdavant de la llista comunista a les eleccions de 1983 però nomes va obtindre 2 escons i el PSOE la majoria absoluta que va permetre a Pérez Casado governar sense el suport del PCPV.
Amb la creació de la federació política d'Esquerra Unida del País Valencià (EUPV), Pedro Zamora resulta elegit diputat a les Corts Valencianes a les eleccions de 1987 en que la formació compartia candidatura amb Unitat del Poble Valencià sota la coalició EU-UPV. Va repetir a les Corts a les següents eleccions de 1991 i 1995, sense UPV. En aquesta darrera legislatura va abandonar el grup parlamentari d'EUPV per passar al grup mixt junt amb Albert Taverner i Francesc Colomer arran de l'escissió del corrent a la qual formaven part, Nova Esquerra, que optava per posicions moderades i l'acostament al Partit Socialista Obrer Espanyol (PSOE).
Durant el seu temps a les Corts Valencianes fou vocal, entre d'altres, de la Comissió especial per a l'estudi dels programes de cooperació i solidaritat amb el tercer món i de la Comissió d'investigació per a investigar les responsabilitats en els casos d'hepatitis C i la propagació d'aquesta malaltia.
Des que deixà el seu escó l'any 1999 ha estat membre de la direcció de la Universitat Politècnica de València en representació de la Direcció Delegada de Polítiques de treball.